# 佐渡郡

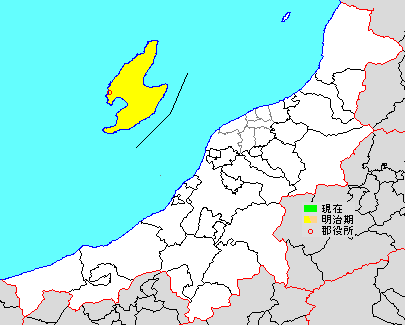
新潟県佐渡郡の位置

佐渡郡（さどぐん）は、新潟県にあった郡。

## 郡域
1896年（明治29年）に発足した当時の郡域は、現在の佐渡市の全域にあたる。

## 歴史
- 明治29年（1896年）4月1日 - 郡制の施行のため、雑太郡・羽茂郡・加茂郡の区域をもって佐渡郡が発足。郡役所を相川町に設置。全域が現・佐渡市。（7町51村）
  - 旧・雑太郡（4町16村） - 相川町、二見村、沢根町村、五十里町、川原田町、八幡村、二宮村、野田村、金沢村、平泉村、国中村、畑野村、小倉村、栗野江村、三宮村、金丸村、新町、真野村、金泉村、北海村
  - 旧・羽茂郡（1町13村） - 恋ヶ浦村、小布勢村、亀ノ脊村、岬村、小木町、羽茂本郷村、大橋村、千手村、川茂村、真浦村、赤泊村、徳和村、三川村、松ヶ崎村
  - 旧・加茂郡（2町22村） - 吉井村、長江村、秋津村、田野沢村、潟上村、正明寺村、長畝村、新穂村、大野村、岩首村、水津村、富岡村、河崎村、明治村、吾潟村、湊町、夷町、加茂歌代村、梅津村、羽吉村、内浦村、内海府村、外海府村、高千村
- 明治30年（1897年）1月1日 - 新潟県で郡制を施行。
- 明治31年（1898年）9月9日 - 川原田町が改称して河原田町となる。
- 明治34年（1901年）11月1日 - 下記の町村の統合が行われる。いずれも新設合併。（5町22村）
  - 両津町 ← 夷町・湊町・加茂歌代村［一部］
  - 加茂村 ← 梅津村・羽吉村・内浦村・加茂歌代村［残部］
  - 河崎村 ← 明治村・河崎村・富岡村・吾潟村
  - 吉井村 ← 吉井村・秋津村・長江村
  - 相川町 ← 相川町・二見村・金泉村［下相川］
  - 金泉村 ← 金泉村［小川・姫津・北狄］・北海村［戸地・戸中］
  - 高千村 ← 高千村・北海村［南片辺・北片辺・石花・後尾］
  - 沢根町 ← 五十里町・沢根町村
  - 金沢村 ← 金沢村・平泉村
  - 新穂村 ← 新穂村・大野村・長畝村・潟上村・田野沢村・正明寺村・国中村［皆川・舟下］
  - 畑野村 ← 畑野村・小倉村・栗野江村・三宮村・国中村［目黒町］
  - 真野村 ← 真野村・恋ヶ浦村・金丸村・新町・川茂村［下黒山・静平］
  - 赤泊村 ← 赤泊村・真浦村・徳和村・三川村・川茂村［上川茂・下川茂・外山］
  - 西三川村 ← 小布勢村・亀ノ脊村
  - 小木町 ← 小木町・岬村
  - 羽茂村 ← 千手村・羽茂本郷村・大橋村
- 明治35年（1902年）4月1日 - 二宮村・野田村が合併し、改めて二宮村が発足。（5町21村）
- 大正12年（1923年）3月31日 - 郡会が廃止。郡役所は存続。
- 大正15年（1926年）7月1日 - 郡役所が廃止され、内務省告示第82号により佐渡支庁が設置される。
- 昭和10年（1935年）時点での当郡の面積は857.24平方km、人口は109,351人（男52,828人・女56,523人）[1]。
- 昭和23年（1948年）8月1日
  - 西三川村の一部（大小字大須の一部）を真野村にに編入[2]。
  - 西三川村の一部（村山の一部）を羽茂村に編入[2]。
- 昭和26年（1951年）1月1日 - 真野村が町制施行して真野町となる。（6町20村）
- 昭和29年（1954年）
  - 3月31日 - 相川町・金泉村・二見村が合併し、改めて相川町が発足。（6町18村）
  - 7月20日 - 河原田町・沢根町・二宮村・八幡村が合併して佐和田町が発足。（5町16村）
  - 11月3日（4町9村）
    - 両津町・加茂村・河崎村・水津村・岩首村・内海府村および吉井村の一部（立野・旭・秋津・潟端・長江・上横山・下横山）が合併して両津市が発足し、郡より離脱。
    - 金沢村および吉井村の残部（吉井・吉井本郷・大和・安養寺・三瀬川・水渡田）が合併して金井村が発足。
- 昭和30年（1955年）3月31日（4町7村）
  - 真野町および西三川村の一部（大小・大倉谷・田切須・西三川・椿尾）が合併し、改めて真野町が発足。
  - 羽茂村および西三川村の残部（村山・小泊・亀脇）が合併し、改めて羽茂村が発足。
  - 畑野村・松ヶ崎村が合併し、改めて畑野村が発足。
- 昭和31年（1956年）9月30日 - 相川町・高千村・外海府村が合併し、改めて相川町が発足。（4町5村）
- 昭和32年（1957年）11月3日 - 相川町の一部（願・北鵜島・真更川）が両津市に編入。
- 昭和35年（1960年）11月3日（6町3村）
  - 金井村が町制施行して金井町となる。
  - 畑野村が町制施行して畑野町となる。
- 昭和36年（1961年）4月1日 - 羽茂村が町制施行して羽茂町となる。（7町2村）
- 平成16年（2004年）3月1日 - 相川町・佐和田町・金井町・新穂村・畑野町・真野町・小木町・羽茂町・赤泊村が両津市と合併して佐渡市が発足。同日佐渡郡消滅。新潟県内では1896年の郡の再編以来、初の郡消滅となった。

### 変遷表
| 旧 郡    | 明治初年      | 明治初年     | 明治初年 - 明治22年  | 明治22年 4月1日 町村制施行 | 明治22年 - 明治28年          | 明治29年 - 大正元年      | 昭和元年 - 昭和24年         | 昭和25年 - 昭和29年        | 昭和30年 - 昭和31年    | 昭和32年 - 昭和64年          | 平成元年 - 現在       | 現在   |
| -------- | ------------- | ------------ | -------------------- | -------------------------- | ---------------------------- | ------------------------ | --------------------------- | -------------------------- | ---------------------- | ---------------------------- | --------------------- | ------ |
| 羽 茂 郡 | 小木町        | 小木町       | 小木町               | 小木町                     | 小木町                       | 明治34年11月1日 小木町   | 小木町                      | 小木町                     | 小木町                 | 小木町                       | 平成16年3月1日 佐渡市 | 佐渡市 |
| 羽 茂 郡 | 木野浦村      | 木野浦村     | 木野浦村             | 小木町                     | 小木町                       | 明治34年11月1日 小木町   | 小木町                      | 小木町                     | 小木町                 | 小木町                       | 平成16年3月1日 佐渡市 | 佐渡市 |
| 羽 茂 郡 | 小比叡村      | 小比叡村     | 小比叡村             | 小木町                     | 小木町                       | 明治34年11月1日 小木町   | 小木町                      | 小木町                     | 小木町                 | 小木町                       | 平成16年3月1日 佐渡市 | 佐渡市 |
| 羽 茂 郡 | 堂釜村        | 堂釜村       | 堂釜村               | 小木町                     | 小木町                       | 明治34年11月1日 小木町   | 小木町                      | 小木町                     | 小木町                 | 小木町                       | 平成16年3月1日 佐渡市 | 佐渡市 |
| 羽 茂 郡 | 井坪村        | 井坪村       | 井坪村               | 小木町                     | 小木町                       | 明治34年11月1日 小木町   | 小木町                      | 小木町                     | 小木町                 | 小木町                       | 平成16年3月1日 佐渡市 | 佐渡市 |
| 羽 茂 郡 | 大浦村        | 大浦村       | 明治10年 大浦村      | 小木町                     | 小木町                       | 明治34年11月1日 小木町   | 小木町                      | 小木町                     | 小木町                 | 小木町                       | 平成16年3月1日 佐渡市 | 佐渡市 |
| 羽 茂 郡 | 池野平村      |              | 明治10年 大浦村      | 小木町                     | 小木町                       | 明治34年11月1日 小木町   | 小木町                      | 小木町                     | 小木町                 | 小木町                       | 平成16年3月1日 佐渡市 | 佐渡市 |
| 羽 茂 郡 | 木流村        | 木流村       | 木流村               | 小木町                     | 小木町                       | 明治34年11月1日 小木町   | 小木町                      | 小木町                     | 小木町                 | 小木町                       | 平成16年3月1日 佐渡市 | 佐渡市 |
| 羽 茂 郡 | 田野浦村      | 田野浦村     | 田野浦村             | 岬村                       | 岬村                         | 明治34年11月1日 小木町   | 小木町                      | 小木町                     | 小木町                 | 小木町                       | 平成16年3月1日 佐渡市 | 佐渡市 |
| 羽 茂 郡 | 江積村        | 江積村       | 江積村               | 岬村                       | 岬村                         | 明治34年11月1日 小木町   | 小木町                      | 小木町                     | 小木町                 | 小木町                       | 平成16年3月1日 佐渡市 | 佐渡市 |
| 羽 茂 郡 | 沢崎村        | 沢崎村       | 明治10年 沢崎村      | 岬村                       | 岬村                         | 明治34年11月1日 小木町   | 小木町                      | 小木町                     | 小木町                 | 小木町                       | 平成16年3月1日 佐渡市 | 佐渡市 |
| 羽 茂 郡 | 白木村        |              | 明治10年 沢崎村      | 岬村                       | 岬村                         | 明治34年11月1日 小木町   | 小木町                      | 小木町                     | 小木町                 | 小木町                       | 平成16年3月1日 佐渡市 | 佐渡市 |
| 羽 茂 郡 | 深浦村        | 深浦村       | 深浦村               | 岬村                       | 岬村                         | 明治34年11月1日 小木町   | 小木町                      | 小木町                     | 小木町                 | 小木町                       | 平成16年3月1日 佐渡市 | 佐渡市 |
| 羽 茂 郡 | 犬神平村      | 犬神平村     | 犬神平村             | 岬村                       | 岬村                         | 明治34年11月1日 小木町   | 小木町                      | 小木町                     | 小木町                 | 小木町                       | 平成16年3月1日 佐渡市 | 佐渡市 |
| 羽 茂 郡 | 強清水村      | 強清水村     | 強清水村             | 岬村                       | 岬村                         | 明治34年11月1日 小木町   | 小木町                      | 小木町                     | 小木町                 | 小木町                       | 平成16年3月1日 佐渡市 | 佐渡市 |
| 羽 茂 郡 | 宿根木村      | 宿根木村     | 宿根木村             | 岬村                       | 岬村                         | 明治34年11月1日 小木町   | 小木町                      | 小木町                     | 小木町                 | 小木町                       | 平成16年3月1日 佐渡市 | 佐渡市 |
| 羽 茂 郡 | 金田新田      | 金田新田     | 金田新田             | 岬村                       | 岬村                         | 明治34年11月1日 小木町   | 小木町                      | 小木町                     | 小木町                 | 小木町                       | 平成16年3月1日 佐渡市 | 佐渡市 |
| 羽 茂 郡 | 小木村        | 小木村       | 小木村               | 岬村                       | 岬村                         | 明治34年11月1日 小木町   | 小木町                      | 小木町                     | 小木町                 | 小木町                       | 平成16年3月1日 佐渡市 | 佐渡市 |
| 羽 茂 郡 | 小木村        | 小木村       | 明治10年 分立 琴浦村 | 岬村                       | 岬村                         | 明治34年11月1日 小木町   | 小木町                      | 小木町                     | 小木町                 | 小木町                       | 平成16年3月1日 佐渡市 | 佐渡市 |
| 羽 茂 郡 | 西方村        | 西方村       | 明治10年 大橋村      | 大橋村                     | 大橋村                       | 明治35年4月1日 羽茂村    | 羽茂村                      | 羽茂村                     | 昭和30年3月31日 羽茂村 | 昭和36年4月1日 町制 羽茂町   | 平成16年3月1日 佐渡市 | 佐渡市 |
| 羽 茂 郡 | 清士岡村      |              | 明治10年 大橋村      | 大橋村                     | 大橋村                       | 明治35年4月1日 羽茂村    | 羽茂村                      | 羽茂村                     | 昭和30年3月31日 羽茂村 | 昭和36年4月1日 町制 羽茂町   | 平成16年3月1日 佐渡市 | 佐渡市 |
| 羽 茂 郡 | 大石村        | 大石村       | 大石村               | 大橋村                     | 大橋村                       | 明治35年4月1日 羽茂村    | 羽茂村                      | 羽茂村                     | 昭和30年3月31日 羽茂村 | 昭和36年4月1日 町制 羽茂町   | 平成16年3月1日 佐渡市 | 佐渡市 |
| 羽 茂 郡 | 大泊村        | 大泊村       | 明治10年 三瀬村      | 大橋村                     | 大橋村                       | 明治35年4月1日 羽茂村    | 羽茂村                      | 羽茂村                     | 昭和30年3月31日 羽茂村 | 昭和36年4月1日 町制 羽茂町   | 平成16年3月1日 佐渡市 | 佐渡市 |
| 羽 茂 郡 | 野崎村        |              | 明治10年 三瀬村      | 大橋村                     | 大橋村                       | 明治35年4月1日 羽茂村    | 羽茂村                      | 羽茂村                     | 昭和30年3月31日 羽茂村 | 昭和36年4月1日 町制 羽茂町   | 平成16年3月1日 佐渡市 | 佐渡市 |
| 羽 茂 郡 | 赤岩村        |              | 明治10年 三瀬村      | 大橋村                     | 大橋村                       | 明治35年4月1日 羽茂村    | 羽茂村                      | 羽茂村                     | 昭和30年3月31日 羽茂村 | 昭和36年4月1日 町制 羽茂町   | 平成16年3月1日 佐渡市 | 佐渡市 |
| 羽 茂 郡 | 羽茂本郷      | 羽茂本郷     | 羽茂本郷             | 羽茂本郷村                 | 羽茂本郷村                   | 明治35年4月1日 羽茂村    | 羽茂村                      | 羽茂村                     | 昭和30年3月31日 羽茂村 | 昭和36年4月1日 町制 羽茂町   | 平成16年3月1日 佐渡市 | 佐渡市 |
| 羽 茂 郡 | 飯岡村        | 飯岡村       | 飯岡村               | 羽茂本郷村                 | 羽茂本郷村                   | 明治35年4月1日 羽茂村    | 羽茂村                      | 羽茂村                     | 昭和30年3月31日 羽茂村 | 昭和36年4月1日 町制 羽茂町   | 平成16年3月1日 佐渡市 | 佐渡市 |
| 羽 茂 郡 | 上山田村      | 上山田村     | 上山田村             | 羽茂本郷村                 | 羽茂本郷村                   | 明治35年4月1日 羽茂村    | 羽茂村                      | 羽茂村                     | 昭和30年3月31日 羽茂村 | 昭和36年4月1日 町制 羽茂町   | 平成16年3月1日 佐渡市 | 佐渡市 |
| 羽 茂 郡 | 滝平村        | 滝平村       | 滝平村               | 千手村                     | 千手村                       | 明治35年4月1日 羽茂村    | 羽茂村                      | 羽茂村                     | 昭和30年3月31日 羽茂村 | 昭和36年4月1日 町制 羽茂町   | 平成16年3月1日 佐渡市 | 佐渡市 |
| 羽 茂 郡 | 大崎村        | 大崎村       | 大崎村               | 千手村                     | 千手村                       | 明治35年4月1日 羽茂村    | 羽茂村                      | 羽茂村                     | 昭和30年3月31日 羽茂村 | 昭和36年4月1日 町制 羽茂町   | 平成16年3月1日 佐渡市 | 佐渡市 |
| 羽 茂 郡 | 村山村        | 一部         | 村山村               | 亀ノ脊村                   | 亀ノ脊村                     | 明治34年11月1日 西三川村 | 昭和23年8月1日 羽茂村に編入 | 羽茂村                     | 昭和30年3月31日 羽茂村 | 昭和36年4月1日 町制 羽茂町   | 平成16年3月1日 佐渡市 | 佐渡市 |
| 羽 茂 郡 | 村山村        | 一部         | 村山村               | 亀ノ脊村                   | 亀ノ脊村                     | 明治34年11月1日 西三川村 | 西三川村                    | 西三川村                   | 昭和30年3月31日 羽茂村 | 昭和36年4月1日 町制 羽茂町   | 平成16年3月1日 佐渡市 | 佐渡市 |
| 羽 茂 郡 | 小泊村        | 小泊村       | 小泊村               | 亀ノ脊村                   | 亀ノ脊村                     | 明治34年11月1日 西三川村 | 西三川村                    | 西三川村                   | 昭和30年3月31日 羽茂村 | 昭和36年4月1日 町制 羽茂町   | 平成16年3月1日 佐渡市 | 佐渡市 |
| 羽 茂 郡 | 亀脇村        | 亀脇村       | 亀脇村               | 亀ノ脊村                   | 亀ノ脊村                     | 明治34年11月1日 西三川村 | 西三川村                    | 西三川村                   | 昭和30年3月31日 羽茂村 | 昭和36年4月1日 町制 羽茂町   | 平成16年3月1日 佐渡市 | 佐渡市 |
| 羽 茂 郡 | 椿尾村        | 椿尾村       | 椿尾村               | 亀ノ脊村                   | 亀ノ脊村                     | 明治34年11月1日 西三川村 | 西三川村                    | 西三川村                   | 昭和30年3月31日 真野町 | 真野町                       | 平成16年3月1日 佐渡市 | 佐渡市 |
| 羽 茂 郡 | 大立村        | 大立村       | 明治10年 大倉谷村    | 小布勢村                   | 小布勢村                     | 明治34年11月1日 西三川村 | 西三川村                    | 西三川村                   | 昭和30年3月31日 真野町 | 真野町                       | 平成16年3月1日 佐渡市 | 佐渡市 |
| 羽 茂 郡 | 倉谷村        |              | 明治10年 大倉谷村    | 小布勢村                   | 小布勢村                     | 明治34年11月1日 西三川村 | 西三川村                    | 西三川村                   | 昭和30年3月31日 真野町 | 真野町                       | 平成16年3月1日 佐渡市 | 佐渡市 |
| 羽 茂 郡 | 田切須村      | 田切須村     | 田切須村             | 小布勢村                   | 小布勢村                     | 明治34年11月1日 西三川村 | 西三川村                    | 西三川村                   | 昭和30年3月31日 真野町 | 真野町                       | 平成16年3月1日 佐渡市 | 佐渡市 |
| 羽 茂 郡 | 西三川村      | 西三川村     | 明治10年 西三川村    | 小布勢村                   | 小布勢村                     | 明治34年11月1日 西三川村 | 西三川村                    | 西三川村                   | 昭和30年3月31日 真野町 | 真野町                       | 平成16年3月1日 佐渡市 | 佐渡市 |
| 羽 茂 郡 | 笹川拾八枚村  |              | 明治10年 西三川村    | 小布勢村                   | 小布勢村                     | 明治34年11月1日 西三川村 | 西三川村                    | 西三川村                   | 昭和30年3月31日 真野町 | 真野町                       | 平成16年3月1日 佐渡市 | 佐渡市 |
| 羽 茂 郡 | 高崎村        |              | 明治10年 西三川村    | 小布勢村                   | 小布勢村                     | 明治34年11月1日 西三川村 | 西三川村                    | 西三川村                   | 昭和30年3月31日 真野町 | 真野町                       | 平成16年3月1日 佐渡市 | 佐渡市 |
| 羽 茂 郡 | 小立村        | 小立村       | 明治10年 大小村      | 小布勢村                   | 小布勢村                     | 明治34年11月1日 西三川村 | 西三川村                    | 西三川村                   | 昭和30年3月31日 真野町 | 真野町                       | 平成16年3月1日 佐渡市 | 佐渡市 |
| 羽 茂 郡 | 大須村        | 一部         | 明治10年 大小村      | 小布勢村                   | 小布勢村                     | 明治34年11月1日 西三川村 | 西三川村                    | 西三川村                   | 昭和30年3月31日 真野町 | 真野町                       | 平成16年3月1日 佐渡市 | 佐渡市 |
| 羽 茂 郡 | 大須村        | 一部         | 明治10年 大小村      | 小布勢村                   | 小布勢村                     | 明治34年11月1日 西三川村 | 昭和23年8月1日 真野村に編入 | 昭和26年1月1日 町制 真野町 | 昭和30年3月31日 真野町 | 真野町                       | 平成16年3月1日 佐渡市 | 佐渡市 |
| 雑 太 郡 | 長石村        | 長石村       | 長石村               | 金丸村                     | 金丸村                       | 明治34年11月1日 真野村   | 真野村                      | 昭和26年1月1日 町制 真野町 | 昭和30年3月31日 真野町 | 真野町                       | 平成16年3月1日 佐渡市 | 佐渡市 |
| 雑 太 郡 | 四日町村      | 四日町村     | 四日町村             | 金丸村                     | 金丸村                       | 明治34年11月1日 真野村   | 真野村                      | 昭和26年1月1日 町制 真野町 | 昭和30年3月31日 真野町 | 真野町                       | 平成16年3月1日 佐渡市 | 佐渡市 |
| 雑 太 郡 | 金丸村        | 金丸村       | 明治10年 金丸村      | 金丸村                     | 金丸村                       | 明治34年11月1日 真野村   | 真野村                      | 昭和26年1月1日 町制 真野町 | 昭和30年3月31日 真野町 | 真野町                       | 平成16年3月1日 佐渡市 | 佐渡市 |
| 雑 太 郡 | 金丸本郷      |              | 明治10年 金丸村      | 金丸村                     | 金丸村                       | 明治34年11月1日 真野村   | 真野村                      | 昭和26年1月1日 町制 真野町 | 昭和30年3月31日 真野町 | 真野町                       | 平成16年3月1日 佐渡市 | 佐渡市 |
| 雑 太 郡 | 真野村        | 真野村       | 真野村               | 真野村                     | 真野村                       | 明治34年11月1日 真野村   | 真野村                      | 昭和26年1月1日 町制 真野町 | 昭和30年3月31日 真野町 | 真野町                       | 平成16年3月1日 佐渡市 | 佐渡市 |
| 雑 太 郡 | 吉岡村        | 吉岡村       | 吉岡村               | 真野村                     | 真野村                       | 明治34年11月1日 真野村   | 真野村                      | 昭和26年1月1日 町制 真野町 | 昭和30年3月31日 真野町 | 真野町                       | 平成16年3月1日 佐渡市 | 佐渡市 |
| 雑 太 郡 | 名古屋村      | 名古屋村     | 名古屋村             | 真野村                     | 真野村                       | 明治34年11月1日 真野村   | 真野村                      | 昭和26年1月1日 町制 真野町 | 昭和30年3月31日 真野町 | 真野町                       | 平成16年3月1日 佐渡市 | 佐渡市 |
| 雑 太 郡 | 大川村        | 大川村       | 大川村               | 真野村                     | 真野村                       | 明治34年11月1日 真野村   | 真野村                      | 昭和26年1月1日 町制 真野町 | 昭和30年3月31日 真野町 | 真野町                       | 平成16年3月1日 佐渡市 | 佐渡市 |
| 雑 太 郡 | 国分寺村      | 国分寺村     | 国分寺村             | 真野村                     | 真野村                       | 明治34年11月1日 真野村   | 真野村                      | 昭和26年1月1日 町制 真野町 | 昭和30年3月31日 真野町 | 真野町                       | 平成16年3月1日 佐渡市 | 佐渡市 |
| 雑 太 郡 | 竹田村        | 竹田村       | 竹田村               | 真野村                     | 真野村                       | 明治34年11月1日 真野村   | 真野村                      | 昭和26年1月1日 町制 真野町 | 昭和30年3月31日 真野町 | 真野町                       | 平成16年3月1日 佐渡市 | 佐渡市 |
| 雑 太 郡 | 阿仏坊村      | 阿仏坊村     | 阿仏坊村             | 真野村                     | 真野村                       | 明治34年11月1日 真野村   | 真野村                      | 昭和26年1月1日 町制 真野町 | 昭和30年3月31日 真野町 | 真野町                       | 平成16年3月1日 佐渡市 | 佐渡市 |
| 雑 太 郡 | 新町          | 新町         | 明治10年 新町        | 新町                       | 新町                         | 明治34年11月1日 真野村   | 真野村                      | 昭和26年1月1日 町制 真野町 | 昭和30年3月31日 真野町 | 真野町                       | 平成16年3月1日 佐渡市 | 佐渡市 |
| 雑 太 郡 | 田町村        |              | 明治10年 新町        | 新町                       | 新町                         | 明治34年11月1日 真野村   | 真野村                      | 昭和26年1月1日 町制 真野町 | 昭和30年3月31日 真野町 | 真野町                       | 平成16年3月1日 佐渡市 | 佐渡市 |
| 羽 茂 郡 | 豊田村        | 豊田村       | 豊田村               | 恋ヶ浦村                   | 恋ヶ浦村                     | 明治34年11月1日 真野村   | 真野村                      | 昭和26年1月1日 町制 真野町 | 昭和30年3月31日 真野町 | 真野町                       | 平成16年3月1日 佐渡市 | 佐渡市 |
| 羽 茂 郡 | 背合村        | 背合村       | 背合村               | 恋ヶ浦村                   | 恋ヶ浦村                     | 明治34年11月1日 真野村   | 真野村                      | 昭和26年1月1日 町制 真野町 | 昭和30年3月31日 真野町 | 真野町                       | 平成16年3月1日 佐渡市 | 佐渡市 |
| 羽 茂 郡 | 滝脇村        | 滝脇村       | 滝脇村               | 恋ヶ浦村                   | 恋ヶ浦村                     | 明治34年11月1日 真野村   | 真野村                      | 昭和26年1月1日 町制 真野町 | 昭和30年3月31日 真野町 | 真野町                       | 平成16年3月1日 佐渡市 | 佐渡市 |
| 羽 茂 郡 | 下黒山村      | 下黒山村     | 下黒山村             | 川茂村                     | 川茂村                       | 明治34年11月1日 真野村   | 真野村                      | 昭和26年1月1日 町制 真野町 | 昭和30年3月31日 真野町 | 真野町                       | 平成16年3月1日 佐渡市 | 佐渡市 |
| 羽 茂 郡 | 滝平村        | 滝平村       | 明治9年 分立 静平村  | 川茂村                     | 川茂村                       | 明治34年11月1日 真野村   | 真野村                      | 昭和26年1月1日 町制 真野町 | 昭和30年3月31日 真野町 | 真野町                       | 平成16年3月1日 佐渡市 | 佐渡市 |
| 羽 茂 郡 | 上川茂村      | 上川茂村     | 上川茂村             | 川茂村                     | 川茂村                       | 明治34年11月1日 赤泊村   | 赤泊村                      | 赤泊村                     | 赤泊村                 | 赤泊村                       | 平成16年3月1日 佐渡市 | 佐渡市 |
| 羽 茂 郡 | 下川茂村      | 下川茂村     | 下川茂村             | 川茂村                     | 川茂村                       | 明治34年11月1日 赤泊村   | 赤泊村                      | 赤泊村                     | 赤泊村                 | 赤泊村                       | 平成16年3月1日 佐渡市 | 佐渡市 |
| 羽 茂 郡 | 外山村        | 外山村       | 外山村               | 川茂村                     | 川茂村                       | 明治34年11月1日 赤泊村   | 赤泊村                      | 赤泊村                     | 赤泊村                 | 赤泊村                       | 平成16年3月1日 佐渡市 | 佐渡市 |
| 羽 茂 郡 | 大杉村        | 大杉村       | 大杉村               | 真浦村                     | 真浦村                       | 明治34年11月1日 赤泊村   | 赤泊村                      | 赤泊村                     | 赤泊村                 | 赤泊村                       | 平成16年3月1日 佐渡市 | 佐渡市 |
| 羽 茂 郡 | 杉野浦村      | 杉野浦村     | 杉野浦村             | 真浦村                     | 真浦村                       | 明治34年11月1日 赤泊村   | 赤泊村                      | 赤泊村                     | 赤泊村                 | 赤泊村                       | 平成16年3月1日 佐渡市 | 佐渡市 |
| 羽 茂 郡 | 新保村        | 新保村       | 新保村               | 真浦村                     | 真浦村                       | 明治34年11月1日 赤泊村   | 赤泊村                      | 赤泊村                     | 赤泊村                 | 赤泊村                       | 平成16年3月1日 佐渡市 | 佐渡市 |
| 羽 茂 郡 | 柳沢村        | 柳沢村       | 柳沢村               | 真浦村                     | 真浦村                       | 明治34年11月1日 赤泊村   | 赤泊村                      | 赤泊村                     | 赤泊村                 | 赤泊村                       | 平成16年3月1日 佐渡市 | 佐渡市 |
| 羽 茂 郡 | 真浦村        | 真浦村       | 真浦村               | 真浦村                     | 真浦村                       | 明治34年11月1日 赤泊村   | 赤泊村                      | 赤泊村                     | 赤泊村                 | 赤泊村                       | 平成16年3月1日 佐渡市 | 佐渡市 |
| 羽 茂 郡 | 赤泊村        | 赤泊村       | 赤泊村               | 赤泊村                     | 赤泊村                       | 明治34年11月1日 赤泊村   | 赤泊村                      | 赤泊村                     | 赤泊村                 | 赤泊村                       | 平成16年3月1日 佐渡市 | 佐渡市 |
| 羽 茂 郡 | 徳和村        | 徳和村       | 徳和村               | 徳和村                     | 徳和村                       | 明治34年11月1日 赤泊村   | 赤泊村                      | 赤泊村                     | 赤泊村                 | 赤泊村                       | 平成16年3月1日 佐渡市 | 佐渡市 |
| 羽 茂 郡 | 腰細村        | 腰細村       | 明治10年 三川村      | 三川村                     | 三川村                       | 明治34年11月1日 赤泊村   | 赤泊村                      | 赤泊村                     | 赤泊村                 | 赤泊村                       | 平成16年3月1日 佐渡市 | 佐渡市 |
| 羽 茂 郡 | 山田村        |              | 明治10年 三川村      | 三川村                     | 三川村                       | 明治34年11月1日 赤泊村   | 赤泊村                      | 赤泊村                     | 赤泊村                 | 赤泊村                       | 平成16年3月1日 佐渡市 | 佐渡市 |
| 羽 茂 郡 | 莚場村        | 莚場村       | 莚場村               | 三川村                     | 三川村                       | 明治34年11月1日 赤泊村   | 赤泊村                      | 赤泊村                     | 赤泊村                 | 赤泊村                       | 平成16年3月1日 佐渡市 | 佐渡市 |
| 羽 茂 郡 | 多田村        | 多田村       | 多田村               | 松ヶ崎村                   | 松ヶ崎村                     | 松ヶ崎村                 | 松ヶ崎村                    | 松ヶ崎村                   | 昭和30年3月31日 畑野村 | 昭和35年11月3日 町制 畑野町  | 平成16年3月1日 佐渡市 | 佐渡市 |
| 羽 茂 郡 | 丸山村        | 丸山村       | 丸山村               | 松ヶ崎村                   | 松ヶ崎村                     | 松ヶ崎村                 | 松ヶ崎村                    | 松ヶ崎村                   | 昭和30年3月31日 畑野村 | 昭和35年11月3日 町制 畑野町  | 平成16年3月1日 佐渡市 | 佐渡市 |
| 羽 茂 郡 | 河内村        | 河内村       | 河内村               | 松ヶ崎村                   | 松ヶ崎村                     | 松ヶ崎村                 | 松ヶ崎村                    | 松ヶ崎村                   | 昭和30年3月31日 畑野村 | 昭和35年11月3日 町制 畑野町  | 平成16年3月1日 佐渡市 | 佐渡市 |
| 羽 茂 郡 | 松ヶ崎村      | 松ヶ崎村     | 松ヶ崎村             | 松ヶ崎村                   | 松ヶ崎村                     | 松ヶ崎村                 | 松ヶ崎村                    | 松ヶ崎村                   | 昭和30年3月31日 畑野村 | 昭和35年11月3日 町制 畑野町  | 平成16年3月1日 佐渡市 | 佐渡市 |
| 雑 太 郡 | 小倉村        | 小倉村       | 小倉村               | 小倉村                     | 小倉村                       | 明治34年11月1日 畑野村   | 畑野村                      | 畑野村                     | 昭和30年3月31日 畑野村 | 昭和35年11月3日 町制 畑野町  | 平成16年3月1日 佐渡市 | 佐渡市 |
| 雑 太 郡 | 長谷村        | 長谷村       | 長谷村               | 小倉村                     | 小倉村                       | 明治34年11月1日 畑野村   | 畑野村                      | 畑野村                     | 昭和30年3月31日 畑野村 | 昭和35年11月3日 町制 畑野町  | 平成16年3月1日 佐渡市 | 佐渡市 |
| 雑 太 郡 | 猿八村        | 猿八村       | 猿八村               | 小倉村                     | 小倉村                       | 明治34年11月1日 畑野村   | 畑野村                      | 畑野村                     | 昭和30年3月31日 畑野村 | 昭和35年11月3日 町制 畑野町  | 平成16年3月1日 佐渡市 | 佐渡市 |
| 雑 太 郡 | 後山村        | 後山村       | 後山村               | 三宮村                     | 三宮村                       | 明治34年11月1日 畑野村   | 畑野村                      | 畑野村                     | 昭和30年3月31日 畑野村 | 昭和35年11月3日 町制 畑野町  | 平成16年3月1日 佐渡市 | 佐渡市 |
| 雑 太 郡 | 宮浦村        | 宮浦村       | 宮浦村               | 三宮村                     | 三宮村                       | 明治34年11月1日 畑野村   | 畑野村                      | 畑野村                     | 昭和30年3月31日 畑野村 | 昭和35年11月3日 町制 畑野町  | 平成16年3月1日 佐渡市 | 佐渡市 |
| 雑 太 郡 | 三宮村        | 三宮村       | 三宮村               | 三宮村                     | 三宮村                       | 明治34年11月1日 畑野村   | 畑野村                      | 畑野村                     | 昭和30年3月31日 畑野村 | 昭和35年11月3日 町制 畑野町  | 平成16年3月1日 佐渡市 | 佐渡市 |
| 雑 太 郡 | 北村          | 北村         | 明治10年 畉田村      | 三宮村                     | 三宮村                       | 明治34年11月1日 畑野村   | 畑野村                      | 畑野村                     | 昭和30年3月31日 畑野村 | 昭和35年11月3日 町制 畑野町  | 平成16年3月1日 佐渡市 | 佐渡市 |
| 雑 太 郡 | 馬場村        |              | 明治10年 畉田村      | 三宮村                     | 三宮村                       | 明治34年11月1日 畑野村   | 畑野村                      | 畑野村                     | 昭和30年3月31日 畑野村 | 昭和35年11月3日 町制 畑野町  | 平成16年3月1日 佐渡市 | 佐渡市 |
| 雑 太 郡 | 大久保村      | 大久保村     | 大久保村             | 三宮村                     | 三宮村                       | 明治34年11月1日 畑野村   | 畑野村                      | 畑野村                     | 昭和30年3月31日 畑野村 | 昭和35年11月3日 町制 畑野町  | 平成16年3月1日 佐渡市 | 佐渡市 |
| 雑 太 郡 | 栗野江村      | 栗野江村     | 明治10年 栗野江村    | 栗野江村                   | 栗野江村                     | 明治34年11月1日 畑野村   | 畑野村                      | 畑野村                     | 昭和30年3月31日 畑野村 | 昭和35年11月3日 町制 畑野町  | 平成16年3月1日 佐渡市 | 佐渡市 |
| 雑 太 郡 | 弐拾五貫村    |              | 明治10年 栗野江村    | 栗野江村                   | 栗野江村                     | 明治34年11月1日 畑野村   | 畑野村                      | 畑野村                     | 昭和30年3月31日 畑野村 | 昭和35年11月3日 町制 畑野町  | 平成16年3月1日 佐渡市 | 佐渡市 |
| 雑 太 郡 | 三拾弐貫村    |              | 明治10年 栗野江村    | 栗野江村                   | 栗野江村                     | 明治34年11月1日 畑野村   | 畑野村                      | 畑野村                     | 昭和30年3月31日 畑野村 | 昭和35年11月3日 町制 畑野町  | 平成16年3月1日 佐渡市 | 佐渡市 |
| 雑 太 郡 | 坊ヶ浦村      | 坊ヶ浦村     | 坊ヶ浦村             | 栗野江村                   | 栗野江村                     | 明治34年11月1日 畑野村   | 畑野村                      | 畑野村                     | 昭和30年3月31日 畑野村 | 昭和35年11月3日 町制 畑野町  | 平成16年3月1日 佐渡市 | 佐渡市 |
| 雑 太 郡 | 安国寺村      | 安国寺村     | 安国寺村             | 畑野村                     | 畑野村                       | 明治34年11月1日 畑野村   | 畑野村                      | 畑野村                     | 昭和30年3月31日 畑野村 | 昭和35年11月3日 町制 畑野町  | 平成16年3月1日 佐渡市 | 佐渡市 |
| 雑 太 郡 | 畑本郷        | 畑本郷       | 畑本郷               | 畑野村                     | 畑野村                       | 明治34年11月1日 畑野村   | 畑野村                      | 畑野村                     | 昭和30年3月31日 畑野村 | 昭和35年11月3日 町制 畑野町  | 平成16年3月1日 佐渡市 | 佐渡市 |
| 雑 太 郡 | 畑方村        | 畑方村       | 畑方村               | 畑野村                     | 畑野村                       | 明治34年11月1日 畑野村   | 畑野村                      | 畑野村                     | 昭和30年3月31日 畑野村 | 昭和35年11月3日 町制 畑野町  | 平成16年3月1日 佐渡市 | 佐渡市 |
| 雑 太 郡 | 河内村        | 河内村       | 河内村               | 畑野村                     | 畑野村                       | 明治34年11月1日 畑野村   | 畑野村                      | 畑野村                     | 昭和30年3月31日 畑野村 | 昭和35年11月3日 町制 畑野町  | 平成16年3月1日 佐渡市 | 佐渡市 |
| 雑 太 郡 | 寺田村        | 寺田村       | 寺田村               | 畑野村                     | 畑野村                       | 明治34年11月1日 畑野村   | 畑野村                      | 畑野村                     | 昭和30年3月31日 畑野村 | 昭和35年11月3日 町制 畑野町  | 平成16年3月1日 佐渡市 | 佐渡市 |
| 雑 太 郡 | 目黒町村      | 目黒町村     | 目黒町村             | 国中村                     | 国中村                       | 明治34年11月1日 畑野村   | 畑野村                      | 畑野村                     | 昭和30年3月31日 畑野村 | 昭和35年11月3日 町制 畑野町  | 平成16年3月1日 佐渡市 | 佐渡市 |
| 雑 太 郡 | 舟代村        | 舟代村       | 明治10年 舟下村      | 国中村                     | 国中村                       | 明治34年11月1日 新穂村   | 新穂村                      | 新穂村                     | 新穂村                 | 新穂村                       | 平成16年3月1日 佐渡市 | 佐渡市 |
| 雑 太 郡 | 下村          |              | 明治10年 舟下村      | 国中村                     | 国中村                       | 明治34年11月1日 新穂村   | 新穂村                      | 新穂村                     | 新穂村                 | 新穂村                       | 平成16年3月1日 佐渡市 | 佐渡市 |
| 雑 太 郡 | 皆川村        | 皆川村       | 皆川村               | 国中村                     | 国中村                       | 明治34年11月1日 新穂村   | 新穂村                      | 新穂村                     | 新穂村                 | 新穂村                       | 平成16年3月1日 佐渡市 | 佐渡市 |
| 加 茂 郡 | 大野村        | 大野村       | 大野村               | 大野村                     | 大野村                       | 明治34年11月1日 新穂村   | 新穂村                      | 新穂村                     | 新穂村                 | 新穂村                       | 平成16年3月1日 佐渡市 | 佐渡市 |
| 加 茂 郡 | 武井村        | 武井村       | 武井村               | 大野村                     | 大野村                       | 明治34年11月1日 新穂村   | 新穂村                      | 新穂村                     | 新穂村                 | 新穂村                       | 平成16年3月1日 佐渡市 | 佐渡市 |
| 加 茂 郡 | 瓜生屋村      | 瓜生屋村     | 明治10年 瓜生屋村    | 新穂村                     | 新穂村                       | 明治34年11月1日 新穂村   | 新穂村                      | 新穂村                     | 新穂村                 | 新穂村                       | 平成16年3月1日 佐渡市 | 佐渡市 |
| 加 茂 郡 | 善光寺村      |              | 明治10年 瓜生屋村    | 新穂村                     | 新穂村                       | 明治34年11月1日 新穂村   | 新穂村                      | 新穂村                     | 新穂村                 | 新穂村                       | 平成16年3月1日 佐渡市 | 佐渡市 |
| 加 茂 郡 | 青木村        | 青木村       | 青木村               | 新穂村                     | 新穂村                       | 明治34年11月1日 新穂村   | 新穂村                      | 新穂村                     | 新穂村                 | 新穂村                       | 平成16年3月1日 佐渡市 | 佐渡市 |
| 加 茂 郡 | 井内村        | 井内村       | 井内村               | 新穂村                     | 新穂村                       | 明治34年11月1日 新穂村   | 新穂村                      | 新穂村                     | 新穂村                 | 新穂村                       | 平成16年3月1日 佐渡市 | 佐渡市 |
| 加 茂 郡 | 上新穂村      | 上新穂村     | 上新穂村             | 新穂村                     | 新穂村                       | 明治34年11月1日 新穂村   | 新穂村                      | 新穂村                     | 新穂村                 | 新穂村                       | 平成16年3月1日 佐渡市 | 佐渡市 |
| 加 茂 郡 | 新穂町        | 新穂町       | 新穂町               | 新穂村                     | 新穂村                       | 明治34年11月1日 新穂村   | 新穂村                      | 新穂村                     | 新穂村                 | 新穂村                       | 平成16年3月1日 佐渡市 | 佐渡市 |
| 加 茂 郡 | 下新穂村      | 下新穂村     | 下新穂村             | 新穂村                     | 新穂村                       | 明治34年11月1日 新穂村   | 新穂村                      | 新穂村                     | 新穂村                 | 新穂村                       | 平成16年3月1日 佐渡市 | 佐渡市 |
| 加 茂 郡 | 北方村        | 北方村       | 北方村               | 新穂村                     | 新穂村                       | 明治34年11月1日 新穂村   | 新穂村                      | 新穂村                     | 新穂村                 | 新穂村                       | 平成16年3月1日 佐渡市 | 佐渡市 |
| 加 茂 郡 | 田野沢村      | 田野沢村     | 田野沢村             | 田野沢村                   | 正明寺村                     | 明治34年11月1日 新穂村   | 新穂村                      | 新穂村                     | 新穂村                 | 新穂村                       | 平成16年3月1日 佐渡市 | 佐渡市 |
| 加 茂 郡 | 潟上村        | 潟上村       | 潟上村               | 潟上村                     | 田野沢村                     | 明治34年11月1日 新穂村   | 新穂村                      | 新穂村                     | 新穂村                 | 新穂村                       | 平成16年3月1日 佐渡市 | 佐渡市 |
| 加 茂 郡 | 正明寺村      | 正明寺村     | 正明寺村             | 正明寺村                   | 潟上村                       | 明治34年11月1日 新穂村   | 新穂村                      | 新穂村                     | 新穂村                 | 新穂村                       | 平成16年3月1日 佐渡市 | 佐渡市 |
| 加 茂 郡 | 長畝村        | 長畝村       | 明治10年 長畝村      | 長畝村                     | 長畝村                       | 明治34年11月1日 新穂村   | 新穂村                      | 新穂村                     | 新穂村                 | 新穂村                       | 平成16年3月1日 佐渡市 | 佐渡市 |
| 加 茂 郡 | 谷塚村        |              | 明治10年 長畝村      | 長畝村                     | 長畝村                       | 明治34年11月1日 新穂村   | 新穂村                      | 新穂村                     | 新穂村                 | 新穂村                       | 平成16年3月1日 佐渡市 | 佐渡市 |
| 加 茂 郡 | 弐方潟村      |              | 明治10年 長畝村      | 長畝村                     | 長畝村                       | 明治34年11月1日 新穂村   | 新穂村                      | 新穂村                     | 新穂村                 | 新穂村                       | 平成16年3月1日 佐渡市 | 佐渡市 |
| 雑 太 郡 | 沢根村        | 沢根村       | 沢根村               | 沢根町村                   | 沢根町村                     | 明治34年11月1日 沢根町   | 沢根町                      | 昭和29年7月20日 佐和田町   | 佐和田町               | 佐和田町                     | 平成16年3月1日 佐渡市 | 佐渡市 |
| 雑 太 郡 | 沢根町        | 沢根町       | 沢根町               | 沢根町村                   | 沢根町村                     | 明治34年11月1日 沢根町   | 沢根町                      | 昭和29年7月20日 佐和田町   | 佐和田町               | 佐和田町                     | 平成16年3月1日 佐渡市 | 佐渡市 |
| 雑 太 郡 | 五十里籠町    | 五十里籠町   | 五十里籠町           | 五十里町                   | 五十里町                     | 明治34年11月1日 沢根町   | 沢根町                      | 昭和29年7月20日 佐和田町   | 佐和田町               | 佐和田町                     | 平成16年3月1日 佐渡市 | 佐渡市 |
| 雑 太 郡 | 田中村        | 田中村       | 明治10年 五十里村    | 五十里町                   | 五十里町                     | 明治34年11月1日 沢根町   | 沢根町                      | 昭和29年7月20日 佐和田町   | 佐和田町               | 佐和田町                     | 平成16年3月1日 佐渡市 | 佐渡市 |
| 雑 太 郡 | 西五十里村    |              | 明治10年 五十里村    | 五十里町                   | 五十里町                     | 明治34年11月1日 沢根町   | 沢根町                      | 昭和29年7月20日 佐和田町   | 佐和田町               | 佐和田町                     | 平成16年3月1日 佐渡市 | 佐渡市 |
| 雑 太 郡 | 東五十里村    |              | 明治10年 五十里村    | 五十里町                   | 五十里町                     | 明治34年11月1日 沢根町   | 沢根町                      | 昭和29年7月20日 佐和田町   | 佐和田町               | 佐和田町                     | 平成16年3月1日 佐渡市 | 佐渡市 |
| 雑 太 郡 | 五十里本郷    |              | 明治10年 五十里村    | 五十里町                   | 五十里町                     | 明治34年11月1日 沢根町   | 沢根町                      | 昭和29年7月20日 佐和田町   | 佐和田町               | 佐和田町                     | 平成16年3月1日 佐渡市 | 佐渡市 |
| 雑 太 郡 | 五十里炭屋町  | 五十里炭屋町 | 五十里炭屋町         | 五十里町                   | 五十里町                     | 明治34年11月1日 沢根町   | 沢根町                      | 昭和29年7月20日 佐和田町   | 佐和田町               | 佐和田町                     | 平成16年3月1日 佐渡市 | 佐渡市 |
| 雑 太 郡 | 窪田村        | 窪田村       | 窪田村               | 野田村                     | 野田村                       | 明治35年4月1日 二宮村    | 二宮村                      | 昭和29年7月20日 佐和田町   | 佐和田町               | 佐和田町                     | 平成16年3月1日 佐渡市 | 佐渡市 |
| 雑 太 郡 | 青野村        | 青野村       | 青野村               | 野田村                     | 野田村                       | 明治35年4月1日 二宮村    | 二宮村                      | 昭和29年7月20日 佐和田町   | 佐和田町               | 佐和田町                     | 平成16年3月1日 佐渡市 | 佐渡市 |
| 雑 太 郡 | 山田村        | 山田村       | 山田村               | 野田村                     | 野田村                       | 明治35年4月1日 二宮村    | 二宮村                      | 昭和29年7月20日 佐和田町   | 佐和田町               | 佐和田町                     | 平成16年3月1日 佐渡市 | 佐渡市 |
| 雑 太 郡 | 中原村        | 中原村       | 中原村               | 二宮村                     | 二宮村                       | 明治35年4月1日 二宮村    | 二宮村                      | 昭和29年7月20日 佐和田町   | 佐和田町               | 佐和田町                     | 平成16年3月1日 佐渡市 | 佐渡市 |
| 雑 太 郡 | 石田村        | 石田村       | 石田村               | 二宮村                     | 二宮村                       | 明治35年4月1日 二宮村    | 二宮村                      | 昭和29年7月20日 佐和田町   | 佐和田町               | 佐和田町                     | 平成16年3月1日 佐渡市 | 佐渡市 |
| 雑 太 郡 | 上長木村      | 上長木村     | 上長木村             | 二宮村                     | 二宮村                       | 明治35年4月1日 二宮村    | 二宮村                      | 昭和29年7月20日 佐和田町   | 佐和田町               | 佐和田町                     | 平成16年3月1日 佐渡市 | 佐渡市 |
| 雑 太 郡 | 下長木村      | 下長木村     | 下長木村             | 二宮村                     | 二宮村                       | 明治35年4月1日 二宮村    | 二宮村                      | 昭和29年7月20日 佐和田町   | 佐和田町               | 佐和田町                     | 平成16年3月1日 佐渡市 | 佐渡市 |
| 雑 太 郡 | 上矢馳村      | 上矢馳村     | 上矢馳村             | 二宮村                     | 二宮村                       | 明治35年4月1日 二宮村    | 二宮村                      | 昭和29年7月20日 佐和田町   | 佐和田町               | 佐和田町                     | 平成16年3月1日 佐渡市 | 佐渡市 |
| 雑 太 郡 | 二宮村        | 二宮村       | 二宮村               | 二宮村                     | 二宮村                       | 明治35年4月1日 二宮村    | 二宮村                      | 昭和29年7月20日 佐和田町   | 佐和田町               | 佐和田町                     | 平成16年3月1日 佐渡市 | 佐渡市 |
| 雑 太 郡 | 市野沢村      | 市野沢村     | 市野沢村             | 二宮村                     | 二宮村                       | 明治35年4月1日 二宮村    | 二宮村                      | 昭和29年7月20日 佐和田町   | 佐和田町               | 佐和田町                     | 平成16年3月1日 佐渡市 | 佐渡市 |
| 雑 太 郡 | 真光寺村      | 真光寺村     | 真光寺村             | 二宮村                     | 二宮村                       | 明治35年4月1日 二宮村    | 二宮村                      | 昭和29年7月20日 佐和田町   | 佐和田町               | 佐和田町                     | 平成16年3月1日 佐渡市 | 佐渡市 |
| 雑 太 郡 | 川原田本町    | 川原田本町   | 明治10年 川原田町    | 川原田町                   | 明治31年9月9日 改称 河原田町 | 河原田町                 | 河原田町                    | 昭和29年7月20日 佐和田町   | 佐和田町               | 佐和田町                     | 平成16年3月1日 佐渡市 | 佐渡市 |
| 雑 太 郡 | 川原田裏町    |              | 明治10年 川原田町    | 川原田町                   | 明治31年9月9日 改称 河原田町 | 河原田町                 | 河原田町                    | 昭和29年7月20日 佐和田町   | 佐和田町               | 佐和田町                     | 平成16年3月1日 佐渡市 | 佐渡市 |
| 雑 太 郡 | 川原田大坂町  |              | 明治10年 川原田町    | 川原田町                   | 明治31年9月9日 改称 河原田町 | 河原田町                 | 河原田町                    | 昭和29年7月20日 佐和田町   | 佐和田町               | 佐和田町                     | 平成16年3月1日 佐渡市 | 佐渡市 |
| 雑 太 郡 | 川原田塩屋町  |              | 明治10年 川原田町    | 川原田町                   | 明治31年9月9日 改称 河原田町 | 河原田町                 | 河原田町                    | 昭和29年7月20日 佐和田町   | 佐和田町               | 佐和田町                     | 平成16年3月1日 佐渡市 | 佐渡市 |
| 雑 太 郡 | 川原田田町    |              | 明治10年 川原田町    | 川原田町                   | 明治31年9月9日 改称 河原田町 | 河原田町                 | 河原田町                    | 昭和29年7月20日 佐和田町   | 佐和田町               | 佐和田町                     | 平成16年3月1日 佐渡市 | 佐渡市 |
| 雑 太 郡 | 川原田諏訪町  | 川原田諏訪町 | 川原田諏訪町         | 川原田町                   | 明治31年9月9日 改称 河原田町 | 河原田町                 | 河原田町                    | 昭和29年7月20日 佐和田町   | 佐和田町               | 佐和田町                     | 平成16年3月1日 佐渡市 | 佐渡市 |
| 雑 太 郡 | 上八幡町      | 上八幡町     | 明治10年 八幡村      | 八幡村                     | 八幡村                       | 八幡村                   | 八幡村                      | 昭和29年7月20日 佐和田町   | 佐和田町               | 佐和田町                     | 平成16年3月1日 佐渡市 | 佐渡市 |
| 雑 太 郡 | 下八幡町      |              | 明治10年 八幡村      | 八幡村                     | 八幡村                       | 八幡村                   | 八幡村                      | 昭和29年7月20日 佐和田町   | 佐和田町               | 佐和田町                     | 平成16年3月1日 佐渡市 | 佐渡市 |
| 雑 太 郡 | 辰巳村        |              | 明治10年 八幡村      | 八幡村                     | 八幡村                       | 八幡村                   | 八幡村                      | 昭和29年7月20日 佐和田町   | 佐和田町               | 佐和田町                     | 平成16年3月1日 佐渡市 | 佐渡市 |
| 雑 太 郡 | 八幡町        | 八幡町       | 八幡町               | 八幡村                     | 八幡村                       | 八幡村                   | 八幡村                      | 昭和29年7月20日 佐和田町   | 佐和田町               | 佐和田町                     | 平成16年3月1日 佐渡市 | 佐渡市 |
| 雑 太 郡 | 八幡新町      | 八幡新町     | 八幡新町             | 八幡村                     | 八幡村                       | 八幡村                   | 八幡村                      | 昭和29年7月20日 佐和田町   | 佐和田町               | 佐和田町                     | 平成16年3月1日 佐渡市 | 佐渡市 |
| 雑 太 郡 | 平清水村      | 平清水村     | 平清水村             | 平泉村                     | 平泉村                       | 明治34年11月1日 金沢村   | 金沢村                      | 昭和29年11月3日 金井村     | 金井村                 | 昭和35年11月3日 町制 金井町  | 平成16年3月1日 佐渡市 | 佐渡市 |
| 雑 太 郡 | 下矢馳村      | 下矢馳村     | 明治19年 泉村        | 平泉村                     | 平泉村                       | 明治34年11月1日 金沢村   | 金沢村                      | 昭和29年11月3日 金井村     | 金井村                 | 昭和35年11月3日 町制 金井町  | 平成16年3月1日 佐渡市 | 佐渡市 |
| 雑 太 郡 | 牛込村        |              | 明治19年 泉村        | 平泉村                     | 平泉村                       | 明治34年11月1日 金沢村   | 金沢村                      | 昭和29年11月3日 金井村     | 金井村                 | 昭和35年11月3日 町制 金井町  | 平成16年3月1日 佐渡市 | 佐渡市 |
| 雑 太 郡 | 当野平村      |              | 明治19年 泉村        | 平泉村                     | 平泉村                       | 明治34年11月1日 金沢村   | 金沢村                      | 昭和29年11月3日 金井村     | 金井村                 | 昭和35年11月3日 町制 金井町  | 平成16年3月1日 佐渡市 | 佐渡市 |
| 雑 太 郡 | 和泉村        |              | 明治19年 泉村        | 平泉村                     | 平泉村                       | 明治34年11月1日 金沢村   | 金沢村                      | 昭和29年11月3日 金井村     | 金井村                 | 昭和35年11月3日 町制 金井町  | 平成16年3月1日 佐渡市 | 佐渡市 |
| 雑 太 郡 | 藤津村        | 藤津村       | 明治10年 中興村      | 金沢村                     | 金沢村                       | 明治34年11月1日 金沢村   | 金沢村                      | 昭和29年11月3日 金井村     | 金井村                 | 昭和35年11月3日 町制 金井町  | 平成16年3月1日 佐渡市 | 佐渡市 |
| 雑 太 郡 | 上中興村      |              | 明治10年 中興村      | 金沢村                     | 金沢村                       | 明治34年11月1日 金沢村   | 金沢村                      | 昭和29年11月3日 金井村     | 金井村                 | 昭和35年11月3日 町制 金井町  | 平成16年3月1日 佐渡市 | 佐渡市 |
| 雑 太 郡 | 下中興村      |              | 明治10年 中興村      | 金沢村                     | 金沢村                       | 明治34年11月1日 金沢村   | 金沢村                      | 昭和29年11月3日 金井村     | 金井村                 | 昭和35年11月3日 町制 金井町  | 平成16年3月1日 佐渡市 | 佐渡市 |
| 雑 太 郡 | 本屋敷村      | 本屋敷村     | 明治20年 千種村      | 金沢村                     | 金沢村                       | 明治34年11月1日 金沢村   | 金沢村                      | 昭和29年11月3日 金井村     | 金井村                 | 昭和35年11月3日 町制 金井町  | 平成16年3月1日 佐渡市 | 佐渡市 |
| 雑 太 郡 | 大和田村      |              | 明治20年 千種村      | 金沢村                     | 金沢村                       | 明治34年11月1日 金沢村   | 金沢村                      | 昭和29年11月3日 金井村     | 金井村                 | 昭和35年11月3日 町制 金井町  | 平成16年3月1日 佐渡市 | 佐渡市 |
| 雑 太 郡 | 西方村        |              | 明治20年 千種村      | 金沢村                     | 金沢村                       | 明治34年11月1日 金沢村   | 金沢村                      | 昭和29年11月3日 金井村     | 金井村                 | 昭和35年11月3日 町制 金井町  | 平成16年3月1日 佐渡市 | 佐渡市 |
| 雑 太 郡 | 新保村        | 新保村       | 新保村               | 金沢村                     | 金沢村                       | 明治34年11月1日 金沢村   | 金沢村                      | 昭和29年11月3日 金井村     | 金井村                 | 昭和35年11月3日 町制 金井町  | 平成16年3月1日 佐渡市 | 佐渡市 |
| 雑 太 郡 | 貝塚村        | 貝塚村       | 貝塚村               | 金沢村                     | 金沢村                       | 明治34年11月1日 金沢村   | 金沢村                      | 昭和29年11月3日 金井村     | 金井村                 | 昭和35年11月3日 町制 金井町  | 平成16年3月1日 佐渡市 | 佐渡市 |
| 加 茂 郡 | 細屋村        | 細屋村       | 明治10年 旭村        | 吉井村                     | 吉井村                       | 明治34年11月1日 吉井村   | 吉井村                      | 昭和29年11月3日 金井村     | 金井村                 | 昭和35年11月3日 町制 金井町  | 平成16年3月1日 佐渡市 | 佐渡市 |
| 加 茂 郡 | 青竜寺村      |              | 明治10年 旭村        | 吉井村                     | 吉井村                       | 明治34年11月1日 吉井村   | 吉井村                      | 昭和29年11月3日 金井村     | 金井村                 | 昭和35年11月3日 町制 金井町  | 平成16年3月1日 佐渡市 | 佐渡市 |
| 加 茂 郡 | 立野村        | 立野村       | 立野村               | 吉井村                     | 吉井村                       | 明治34年11月1日 吉井村   | 吉井村                      | 昭和29年11月3日 金井村     | 金井村                 | 昭和35年11月3日 町制 金井町  | 平成16年3月1日 佐渡市 | 佐渡市 |
| 加 茂 郡 | 吉井上町      | 吉井上町     | 明治10年 吉井町      | 吉井村                     | 吉井村                       | 明治34年11月1日 吉井村   | 吉井村                      | 昭和29年11月3日 両津市     | 両津市                 | 両津市                       | 平成16年3月1日 佐渡市 | 佐渡市 |
| 加 茂 郡 | 吉井下町      |              | 明治10年 吉井町      | 吉井村                     | 吉井村                       | 明治34年11月1日 吉井村   | 吉井村                      | 昭和29年11月3日 両津市     | 両津市                 | 両津市                       | 平成16年3月1日 佐渡市 | 佐渡市 |
| 加 茂 郡 | 吉井本郷      | 吉井本郷     | 吉井本郷             | 吉井村                     | 吉井村                       | 明治34年11月1日 吉井村   | 吉井村                      | 昭和29年11月3日 両津市     | 両津市                 | 両津市                       | 平成16年3月1日 佐渡市 | 佐渡市 |
| 加 茂 郡 | 水渡田村      | 水渡田村     | 水渡田村             | 吉井村                     | 吉井村                       | 明治34年11月1日 吉井村   | 吉井村                      | 昭和29年11月3日 両津市     | 両津市                 | 両津市                       | 平成16年3月1日 佐渡市 | 佐渡市 |
| 加 茂 郡 | 船津村        | 船津村       | 明治10年 大和村      | 吉井村                     | 吉井村                       | 明治34年11月1日 吉井村   | 吉井村                      | 昭和29年11月3日 両津市     | 両津市                 | 両津市                       | 平成16年3月1日 佐渡市 | 佐渡市 |
| 加 茂 郡 | 中島村        |              | 明治10年 大和村      | 吉井村                     | 吉井村                       | 明治34年11月1日 吉井村   | 吉井村                      | 昭和29年11月3日 両津市     | 両津市                 | 両津市                       | 平成16年3月1日 佐渡市 | 佐渡市 |
| 加 茂 郡 | 馬場村        |              | 明治10年 大和村      | 吉井村                     | 吉井村                       | 明治34年11月1日 吉井村   | 吉井村                      | 昭和29年11月3日 両津市     | 両津市                 | 両津市                       | 平成16年3月1日 佐渡市 | 佐渡市 |
| 加 茂 郡 | 横谷村        |              | 明治10年 大和村      | 吉井村                     | 吉井村                       | 明治34年11月1日 吉井村   | 吉井村                      | 昭和29年11月3日 両津市     | 両津市                 | 両津市                       | 平成16年3月1日 佐渡市 | 佐渡市 |
| 加 茂 郡 | 三瀬川村      | 三瀬川村     | 三瀬川村             | 吉井村                     | 吉井村                       | 明治34年11月1日 吉井村   | 吉井村                      | 昭和29年11月3日 両津市     | 両津市                 | 両津市                       | 平成16年3月1日 佐渡市 | 佐渡市 |
| 加 茂 郡 | 安養寺村      | 安養寺村     | 安養寺村             | 吉井村                     | 吉井村                       | 明治34年11月1日 吉井村   | 吉井村                      | 昭和29年11月3日 両津市     | 両津市                 | 両津市                       | 平成16年3月1日 佐渡市 | 佐渡市 |
| 加 茂 郡 | 籠米村        | 籠米村       | 明治10年 秋津村      | 秋津村                     | 秋津村                       | 明治34年11月1日 吉井村   | 吉井村                      | 昭和29年11月3日 両津市     | 両津市                 | 両津市                       | 平成16年3月1日 佐渡市 | 佐渡市 |
| 加 茂 郡 | 釜屋村        |              | 明治10年 秋津村      | 秋津村                     | 秋津村                       | 明治34年11月1日 吉井村   | 吉井村                      | 昭和29年11月3日 両津市     | 両津市                 | 両津市                       | 平成16年3月1日 佐渡市 | 佐渡市 |
| 加 茂 郡 | 潟端村        | 潟端村       | 潟端村               | 秋津村                     | 秋津村                       | 明治34年11月1日 吉井村   | 吉井村                      | 昭和29年11月3日 両津市     | 両津市                 | 両津市                       | 平成16年3月1日 佐渡市 | 佐渡市 |
| 加 茂 郡 | 下横山村      | 下横山村     | 下横山村             | 長江村                     | 長江村                       | 明治34年11月1日 吉井村   | 吉井村                      | 昭和29年11月3日 両津市     | 両津市                 | 両津市                       | 平成16年3月1日 佐渡市 | 佐渡市 |
| 加 茂 郡 | 上横山村      | 上横山村     | 上横山村             | 長江村                     | 長江村                       | 明治34年11月1日 吉井村   | 吉井村                      | 昭和29年11月3日 両津市     | 両津市                 | 両津市                       | 平成16年3月1日 佐渡市 | 佐渡市 |
| 加 茂 郡 | 長江村        | 長江村       | 長江村               | 長江村                     | 長江村                       | 明治34年11月1日 吉井村   | 吉井村                      | 昭和29年11月3日 両津市     | 両津市                 | 両津市                       | 平成16年3月1日 佐渡市 | 佐渡市 |
| 加 茂 郡 | 岩首村        | 岩首村       | 岩首村               | 岩首村                     | 岩首村                       | 岩首村                   | 岩首村                      | 昭和29年11月3日 両津市     | 両津市                 | 両津市                       | 平成16年3月1日 佐渡市 | 佐渡市 |
| 加 茂 郡 | 東鵜島村      | 東鵜島村     | 東鵜島村             | 岩首村                     | 岩首村                       | 岩首村                   | 岩首村                      | 昭和29年11月3日 両津市     | 両津市                 | 両津市                       | 平成16年3月1日 佐渡市 | 佐渡市 |
| 加 茂 郡 | 柿野浦村      | 柿野浦村     | 柿野浦村             | 岩首村                     | 岩首村                       | 岩首村                   | 岩首村                      | 昭和29年11月3日 両津市     | 両津市                 | 両津市                       | 平成16年3月1日 佐渡市 | 佐渡市 |
| 加 茂 郡 | 東小浦村      | 東小浦村     | 明治10年 豊岡村      | 岩首村                     | 岩首村                       | 岩首村                   | 岩首村                      | 昭和29年11月3日 両津市     | 両津市                 | 両津市                       | 平成16年3月1日 佐渡市 | 佐渡市 |
| 加 茂 郡 | 尾戸村        |              | 明治10年 豊岡村      | 岩首村                     | 岩首村                       | 岩首村                   | 岩首村                      | 昭和29年11月3日 両津市     | 両津市                 | 両津市                       | 平成16年3月1日 佐渡市 | 佐渡市 |
| 加 茂 郡 | 立間村        | 立間村       | 立間村               | 岩首村                     | 岩首村                       | 岩首村                   | 岩首村                      | 昭和29年11月3日 両津市     | 両津市                 | 両津市                       | 平成16年3月1日 佐渡市 | 佐渡市 |
| 加 茂 郡 | 赤玉村        | 赤玉村       | 赤玉村               | 岩首村                     | 岩首村                       | 岩首村                   | 岩首村                      | 昭和29年11月3日 両津市     | 両津市                 | 両津市                       | 平成16年3月1日 佐渡市 | 佐渡市 |
| 加 茂 郡 | 蚫村          | 蚫村         | 蚫村                 | 岩首村                     | 岩首村                       | 岩首村                   | 岩首村                      | 昭和29年11月3日 両津市     | 両津市                 | 両津市                       | 平成16年3月1日 佐渡市 | 佐渡市 |
| 加 茂 郡 | 東立島村      | 東立島村     | 東立島村             | 水津村                     | 水津村                       | 水津村                   | 水津村                      | 昭和29年11月3日 両津市     | 両津市                 | 両津市                       | 平成16年3月1日 佐渡市 | 佐渡市 |
| 加 茂 郡 | 東強清水村    | 東強清水村   | 東強清水村           | 水津村                     | 水津村                       | 水津村                   | 水津村                      | 昭和29年11月3日 両津市     | 両津市                 | 両津市                       | 平成16年3月1日 佐渡市 | 佐渡市 |
| 加 茂 郡 | 野浦村        | 野浦村       | 野浦村               | 水津村                     | 水津村                       | 水津村                   | 水津村                      | 昭和29年11月3日 両津市     | 両津市                 | 両津市                       | 平成16年3月1日 佐渡市 | 佐渡市 |
| 加 茂 郡 | 月布施村      | 月布施村     | 月布施村             | 水津村                     | 水津村                       | 水津村                   | 水津村                      | 昭和29年11月3日 両津市     | 両津市                 | 両津市                       | 平成16年3月1日 佐渡市 | 佐渡市 |
| 加 茂 郡 | 片野尾村      | 片野尾村     | 片野尾村             | 水津村                     | 水津村                       | 水津村                   | 水津村                      | 昭和29年11月3日 両津市     | 両津市                 | 両津市                       | 平成16年3月1日 佐渡市 | 佐渡市 |
| 加 茂 郡 | 水津村        | 水津村       | 水津村               | 水津村                     | 水津村                       | 水津村                   | 水津村                      | 昭和29年11月3日 両津市     | 両津市                 | 両津市                       | 平成16年3月1日 佐渡市 | 佐渡市 |
| 加 茂 郡 | 大川村        | 大川村       | 大川村               | 富岡村                     | 富岡村                       | 明治34年11月1日 河崎村   | 河崎村                      | 昭和29年11月3日 両津市     | 両津市                 | 両津市                       | 平成16年3月1日 佐渡市 | 佐渡市 |
| 加 茂 郡 | 羽二生村      | 羽二生村     | 羽二生村             | 富岡村                     | 富岡村                       | 明治34年11月1日 河崎村   | 河崎村                      | 昭和29年11月3日 両津市     | 両津市                 | 両津市                       | 平成16年3月1日 佐渡市 | 佐渡市 |
| 加 茂 郡 | 両尾村        | 両尾村       | 両尾村               | 富岡村                     | 富岡村                       | 明治34年11月1日 河崎村   | 河崎村                      | 昭和29年11月3日 両津市     | 両津市                 | 両津市                       | 平成16年3月1日 佐渡市 | 佐渡市 |
| 加 茂 郡 | 椎泊村        | 椎泊村       | 椎泊村               | 富岡村                     | 富岡村                       | 明治34年11月1日 河崎村   | 河崎村                      | 昭和29年11月3日 両津市     | 両津市                 | 両津市                       | 平成16年3月1日 佐渡市 | 佐渡市 |
| 加 茂 郡 | 河崎村        | 河崎村       | 明治10年 河崎村      | 河崎村                     | 河崎村                       | 明治34年11月1日 河崎村   | 河崎村                      | 昭和29年11月3日 両津市     | 両津市                 | 両津市                       | 平成16年3月1日 佐渡市 | 佐渡市 |
| 加 茂 郡 | 三分一村      |              | 明治10年 河崎村      | 河崎村                     | 河崎村                       | 明治34年11月1日 河崎村   | 河崎村                      | 昭和29年11月3日 両津市     | 両津市                 | 両津市                       | 平成16年3月1日 佐渡市 | 佐渡市 |
| 加 茂 郡 | 下久知村      | 下久知村     | 下久知村             | 明治村                     | 明治村                       | 明治34年11月1日 河崎村   | 河崎村                      | 昭和29年11月3日 両津市     | 両津市                 | 両津市                       | 平成16年3月1日 佐渡市 | 佐渡市 |
| 加 茂 郡 | 久知河内村    | 久知河内村   | 久知河内村           | 明治村                     | 明治村                       | 明治34年11月1日 河崎村   | 河崎村                      | 昭和29年11月3日 両津市     | 両津市                 | 両津市                       | 平成16年3月1日 佐渡市 | 佐渡市 |
| 加 茂 郡 | 住吉村        | 住吉村       | 住吉村               | 明治村                     | 明治村                       | 明治34年11月1日 河崎村   | 河崎村                      | 昭和29年11月3日 両津市     | 両津市                 | 両津市                       | 平成16年3月1日 佐渡市 | 佐渡市 |
| 加 茂 郡 | 城腰村        | 城腰村       | 城腰村               | 明治村                     | 明治村                       | 明治34年11月1日 河崎村   | 河崎村                      | 昭和29年11月3日 両津市     | 両津市                 | 両津市                       | 平成16年3月1日 佐渡市 | 佐渡市 |
| 加 茂 郡 | 城腰村        | 城腰村       | 明治10年 分立 原黒村 | 明治村                     | 明治村                       | 明治34年11月1日 河崎村   | 河崎村                      | 昭和29年11月3日 両津市     | 両津市                 | 両津市                       | 平成16年3月1日 佐渡市 | 佐渡市 |
| 加 茂 郡 | 潟上村        | 潟上村       | 明治13年 分立 吾潟村 | 吾潟村                     | 吾潟村                       | 明治34年11月1日 河崎村   | 河崎村                      | 昭和29年11月3日 両津市     | 両津市                 | 両津市                       | 平成16年3月1日 佐渡市 | 佐渡市 |
| 加 茂 郡 | 湊町          | 湊町         | 湊町                 | 湊町                       | 湊町                         | 明治34年11月1日 両津町   | 両津町                      | 昭和29年11月3日 両津市     | 両津市                 | 両津市                       | 平成16年3月1日 佐渡市 | 佐渡市 |
| 加 茂 郡 | 夷町          | 夷町         | 夷町                 | 夷町                       | 夷町                         | 明治34年11月1日 両津町   | 両津町                      | 昭和29年11月3日 両津市     | 両津市                 | 両津市                       | 平成16年3月1日 佐渡市 | 佐渡市 |
| 加 茂 郡 | 夷新町        | 夷新町       | 夷新町               | 夷町                       | 夷町                         | 明治34年11月1日 両津町   | 両津町                      | 昭和29年11月3日 両津市     | 両津市                 | 両津市                       | 平成16年3月1日 佐渡市 | 佐渡市 |
| 加 茂 郡 | 加茂村 歌代村 | 一部         | 明治10年 加茂歌代村  | 加茂歌代村                 | 加茂歌代村                   | 明治34年11月1日 両津町   | 両津町                      | 昭和29年11月3日 両津市     | 両津市                 | 両津市                       | 平成16年3月1日 佐渡市 | 佐渡市 |
| 加 茂 郡 | 加茂村 歌代村 | 一部を除く   | 明治10年 加茂歌代村  | 加茂歌代村                 | 加茂歌代村                   | 明治34年11月1日 加茂村   | 加茂村                      | 昭和29年11月3日 両津市     | 両津市                 | 両津市                       | 平成16年3月1日 佐渡市 | 佐渡市 |
| 加 茂 郡 | 梅津村        | 梅津村       | 梅津村               | 梅津村                     | 梅津村                       | 明治34年11月1日 加茂村   | 加茂村                      | 昭和29年11月3日 両津市     | 両津市                 | 両津市                       | 平成16年3月1日 佐渡市 | 佐渡市 |
| 加 茂 郡 | 白瀬村        | 白瀬村       | 明治10年 白瀬村      | 内浦村                     | 内浦村                       | 明治34年11月1日 加茂村   | 加茂村                      | 昭和29年11月3日 両津市     | 両津市                 | 両津市                       | 平成16年3月1日 佐渡市 | 佐渡市 |
| 加 茂 郡 | 小松村        |              | 明治10年 白瀬村      | 内浦村                     | 内浦村                       | 明治34年11月1日 加茂村   | 加茂村                      | 昭和29年11月3日 両津市     | 両津市                 | 両津市                       | 平成16年3月1日 佐渡市 | 佐渡市 |
| 加 茂 郡 | 中玉川村      | 中玉川村     | 明治21年 玉崎村      | 内浦村                     | 内浦村                       | 明治34年11月1日 加茂村   | 加茂村                      | 昭和29年11月3日 両津市     | 両津市                 | 両津市                       | 平成16年3月1日 佐渡市 | 佐渡市 |
| 加 茂 郡 | 坊ヶ崎村      |              | 明治21年 玉崎村      | 内浦村                     | 内浦村                       | 明治34年11月1日 加茂村   | 加茂村                      | 昭和29年11月3日 両津市     | 両津市                 | 両津市                       | 平成16年3月1日 佐渡市 | 佐渡市 |
| 加 茂 郡 | 和木村        | 和木村       | 和木村               | 内浦村                     | 内浦村                       | 明治34年11月1日 加茂村   | 加茂村                      | 昭和29年11月3日 両津市     | 両津市                 | 両津市                       | 平成16年3月1日 佐渡市 | 佐渡市 |
| 加 茂 郡 | 馬首村        | 馬首村       | 馬首村               | 内浦村                     | 内浦村                       | 明治34年11月1日 加茂村   | 加茂村                      | 昭和29年11月3日 両津市     | 両津市                 | 両津市                       | 平成16年3月1日 佐渡市 | 佐渡市 |
| 加 茂 郡 | 平松村        | 平松村       | 平松村               | 内浦村                     | 内浦村                       | 明治34年11月1日 加茂村   | 加茂村                      | 昭和29年11月3日 両津市     | 両津市                 | 両津市                       | 平成16年3月1日 佐渡市 | 佐渡市 |
| 加 茂 郡 | 北松ヶ崎村    | 北松ヶ崎村   | 北松ヶ崎村           | 内浦村                     | 内浦村                       | 明治34年11月1日 加茂村   | 加茂村                      | 昭和29年11月3日 両津市     | 両津市                 | 両津市                       | 平成16年3月1日 佐渡市 | 佐渡市 |
| 加 茂 郡 | 浦川村        | 浦川村       | 浦川村               | 内浦村                     | 内浦村                       | 明治34年11月1日 加茂村   | 加茂村                      | 昭和29年11月3日 両津市     | 両津市                 | 両津市                       | 平成16年3月1日 佐渡市 | 佐渡市 |
| 加 茂 郡 | 歌見村        | 歌見村       | 歌見村               | 内浦村                     | 内浦村                       | 明治34年11月1日 加茂村   | 加茂村                      | 昭和29年11月3日 両津市     | 両津市                 | 両津市                       | 平成16年3月1日 佐渡市 | 佐渡市 |
| 加 茂 郡 | 北五十里村    | 北五十里村   | 北五十里村           | 内浦村                     | 明治26年2月3日 羽吉村に編入  | 明治34年11月1日 加茂村   | 加茂村                      | 昭和29年11月3日 両津市     | 両津市                 | 両津市                       | 平成16年3月1日 佐渡市 | 佐渡市 |
| 加 茂 郡 | 羽黒村        | 羽黒村       | 明治10年 羽吉村      | 羽吉村                     | 羽吉村                       | 明治34年11月1日 加茂村   | 加茂村                      | 昭和29年11月3日 両津市     | 両津市                 | 両津市                       | 平成16年3月1日 佐渡市 | 佐渡市 |
| 加 茂 郡 | 吉住村        |              | 明治10年 羽吉村      | 羽吉村                     | 羽吉村                       | 明治34年11月1日 加茂村   | 加茂村                      | 昭和29年11月3日 両津市     | 両津市                 | 両津市                       | 平成16年3月1日 佐渡市 | 佐渡市 |
| 加 茂 郡 | 椿村          | 椿村         | 椿村                 | 羽吉村                     | 羽吉村                       | 明治34年11月1日 加茂村   | 加茂村                      | 昭和29年11月3日 両津市     | 両津市                 | 両津市                       | 平成16年3月1日 佐渡市 | 佐渡市 |
| 加 茂 郡 | 黒姫村        | 黒姫村       | 黒姫村               | 内海府村                   | 内海府村                     | 内海府村                 | 内海府村                    | 昭和29年11月3日 両津市     | 両津市                 | 両津市                       | 平成16年3月1日 佐渡市 | 佐渡市 |
| 加 茂 郡 | 虫崎村        | 虫崎村       | 虫崎村               | 内海府村                   | 内海府村                     | 内海府村                 | 内海府村                    | 昭和29年11月3日 両津市     | 両津市                 | 両津市                       | 平成16年3月1日 佐渡市 | 佐渡市 |
| 加 茂 郡 | 北小浦村      | 北小浦村     | 北小浦村             | 内海府村                   | 内海府村                     | 内海府村                 | 内海府村                    | 昭和29年11月3日 両津市     | 両津市                 | 両津市                       | 平成16年3月1日 佐渡市 | 佐渡市 |
| 加 茂 郡 | 見立村        | 見立村       | 見立村               | 内海府村                   | 内海府村                     | 内海府村                 | 内海府村                    | 昭和29年11月3日 両津市     | 両津市                 | 両津市                       | 平成16年3月1日 佐渡市 | 佐渡市 |
| 加 茂 郡 | 鷲崎村        | 鷲崎村       | 鷲崎村               | 内海府村                   | 内海府村                     | 内海府村                 | 内海府村                    | 昭和29年11月3日 両津市     | 両津市                 | 両津市                       | 平成16年3月1日 佐渡市 | 佐渡市 |
| 加 茂 郡 | 願村          | 願村         | 願村                 | 外海府村                   | 外海府村                     | 外海府村                 | 外海府村                    | 外海府村                   | 昭和31年9月30日 相川町 | 昭和32年11月3日 両津市に編入 | 平成16年3月1日 佐渡市 | 佐渡市 |
| 加 茂 郡 | 北鵜島村      | 北鵜島村     | 北鵜島村             | 外海府村                   | 外海府村                     | 外海府村                 | 外海府村                    | 外海府村                   | 昭和31年9月30日 相川町 | 昭和32年11月3日 両津市に編入 | 平成16年3月1日 佐渡市 | 佐渡市 |
| 加 茂 郡 | 真更川村      | 真更川村     | 真更川村             | 外海府村                   | 外海府村                     | 外海府村                 | 外海府村                    | 外海府村                   | 昭和31年9月30日 相川町 | 昭和32年11月3日 両津市に編入 | 平成16年3月1日 佐渡市 | 佐渡市 |
| 加 茂 郡 | 岩谷口村      | 岩谷口村     | 岩谷口村             | 外海府村                   | 外海府村                     | 外海府村                 | 外海府村                    | 外海府村                   | 昭和31年9月30日 相川町 | 相川町                       | 平成16年3月1日 佐渡市 | 佐渡市 |
| 加 茂 郡 | 五十浦村      | 五十浦村     | 五十浦村             | 外海府村                   | 外海府村                     | 外海府村                 | 外海府村                    | 外海府村                   | 昭和31年9月30日 相川町 | 相川町                       | 平成16年3月1日 佐渡市 | 佐渡市 |
| 加 茂 郡 | 関村          | 関村         | 関村                 | 外海府村                   | 外海府村                     | 外海府村                 | 外海府村                    | 外海府村                   | 昭和31年9月30日 相川町 | 相川町                       | 平成16年3月1日 佐渡市 | 佐渡市 |
| 加 茂 郡 | 矢柄村        | 矢柄村       | 矢柄村               | 外海府村                   | 外海府村                     | 外海府村                 | 外海府村                    | 外海府村                   | 昭和31年9月30日 相川町 | 相川町                       | 平成16年3月1日 佐渡市 | 佐渡市 |
| 加 茂 郡 | 大倉村        | 大倉村       | 大倉村               | 外海府村                   | 外海府村                     | 外海府村                 | 外海府村                    | 外海府村                   | 昭和31年9月30日 相川町 | 相川町                       | 平成16年3月1日 佐渡市 | 佐渡市 |
| 加 茂 郡 | 小田村        | 小田村       | 小田村               | 外海府村                   | 外海府村                     | 外海府村                 | 外海府村                    | 外海府村                   | 昭和31年9月30日 相川町 | 相川町                       | 平成16年3月1日 佐渡市 | 佐渡市 |
| 加 茂 郡 | 石名村        | 石名村       | 石名村               | 高千村                     | 高千村                       | 明治34年11月1日 高千村   | 高千村                      | 高千村                     | 昭和31年9月30日 相川町 | 相川町                       | 平成16年3月1日 佐渡市 | 佐渡市 |
| 加 茂 郡 | 小野見村      | 小野見村     | 小野見村             | 高千村                     | 高千村                       | 明治34年11月1日 高千村   | 高千村                      | 高千村                     | 昭和31年9月30日 相川町 | 相川町                       | 平成16年3月1日 佐渡市 | 佐渡市 |
| 加 茂 郡 | 北田野浦村    | 北田野浦村   | 北田野浦村           | 高千村                     | 高千村                       | 明治34年11月1日 高千村   | 高千村                      | 高千村                     | 昭和31年9月30日 相川町 | 相川町                       | 平成16年3月1日 佐渡市 | 佐渡市 |
| 加 茂 郡 | 高千村        | 高千村       | 明治10年 高千村      | 高千村                     | 高千村                       | 明治34年11月1日 高千村   | 高千村                      | 高千村                     | 昭和31年9月30日 相川町 | 相川町                       | 平成16年3月1日 佐渡市 | 佐渡市 |
| 加 茂 郡 | 千本村        |              | 明治10年 高千村      | 高千村                     | 高千村                       | 明治34年11月1日 高千村   | 高千村                      | 高千村                     | 昭和31年9月30日 相川町 | 相川町                       | 平成16年3月1日 佐渡市 | 佐渡市 |
| 加 茂 郡 | 入川村        | 入川村       | 入川村               | 高千村                     | 高千村                       | 明治34年11月1日 高千村   | 高千村                      | 高千村                     | 昭和31年9月30日 相川町 | 相川町                       | 平成16年3月1日 佐渡市 | 佐渡市 |
| 加 茂 郡 | 北立島村      | 北立島村     | 北立島村             | 高千村                     | 高千村                       | 明治34年11月1日 高千村   | 高千村                      | 高千村                     | 昭和31年9月30日 相川町 | 相川町                       | 平成16年3月1日 佐渡市 | 佐渡市 |
| 加 茂 郡 | 北河内村      | 北河内村     | 北河内村             | 高千村                     | 高千村                       | 明治34年11月1日 高千村   | 高千村                      | 高千村                     | 昭和31年9月30日 相川町 | 相川町                       | 平成16年3月1日 佐渡市 | 佐渡市 |
| 雑 太 郡 | 北片辺村      | 北片辺村     | 北片辺村             | 北海村                     | 北海村                       | 明治34年11月1日 高千村   | 高千村                      | 高千村                     | 昭和31年9月30日 相川町 | 相川町                       | 平成16年3月1日 佐渡市 | 佐渡市 |
| 雑 太 郡 | 南片辺村      | 南片辺村     | 南片辺村             | 北海村                     | 北海村                       | 明治34年11月1日 高千村   | 高千村                      | 高千村                     | 昭和31年9月30日 相川町 | 相川町                       | 平成16年3月1日 佐渡市 | 佐渡市 |
| 雑 太 郡 | 戸中村        | 戸中村       | 戸中村               | 北海村                     | 北海村                       | 明治34年11月1日 高千村   | 高千村                      | 高千村                     | 昭和31年9月30日 相川町 | 相川町                       | 平成16年3月1日 佐渡市 | 佐渡市 |
| 雑 太 郡 | 戸地村        | 戸地村       | 明治10年 戸地村      | 北海村                     | 北海村                       | 明治34年11月1日 高千村   | 高千村                      | 高千村                     | 昭和31年9月30日 相川町 | 相川町                       | 平成16年3月1日 佐渡市 | 佐渡市 |
| 雑 太 郡 | 戸地炭町      |              | 明治10年 戸地村      | 北海村                     | 北海村                       | 明治34年11月1日 高千村   | 高千村                      | 高千村                     | 昭和31年9月30日 相川町 | 相川町                       | 平成16年3月1日 佐渡市 | 佐渡市 |
| 雑 太 郡 | 石花村        | 石花村       | 石花村               | 北海村                     | 北海村                       | 明治34年11月1日 金泉村   | 金泉村                      | 昭和29年3月31日 相川町     | 昭和31年9月30日 相川町 | 相川町                       | 平成16年3月1日 佐渡市 | 佐渡市 |
| 雑 太 郡 | 後尾村        | 後尾村       | 後尾村               | 北海村                     | 北海村                       | 明治34年11月1日 金泉村   | 金泉村                      | 昭和29年3月31日 相川町     | 昭和31年9月30日 相川町 | 相川町                       | 平成16年3月1日 佐渡市 | 佐渡市 |
| 雑 太 郡 | 小川村        | 小川村       | 小川村               | 金泉村                     | 金泉村                       | 明治34年11月1日 金泉村   | 金泉村                      | 昭和29年3月31日 相川町     | 昭和31年9月30日 相川町 | 相川町                       | 平成16年3月1日 佐渡市 | 佐渡市 |
| 雑 太 郡 | 達者村        | 達者村       | 達者村               | 金泉村                     | 金泉村                       | 明治34年11月1日 金泉村   | 金泉村                      | 昭和29年3月31日 相川町     | 昭和31年9月30日 相川町 | 相川町                       | 平成16年3月1日 佐渡市 | 佐渡市 |
| 雑 太 郡 | 姫津村        | 姫津村       | 姫津村               | 金泉村                     | 金泉村                       | 明治34年11月1日 金泉村   | 金泉村                      | 昭和29年3月31日 相川町     | 昭和31年9月30日 相川町 | 相川町                       | 平成16年3月1日 佐渡市 | 佐渡市 |
| 雑 太 郡 | 北狄村        | 北狄村       | 北狄村               | 金泉村                     | 金泉村                       | 明治34年11月1日 金泉村   | 金泉村                      | 昭和29年3月31日 相川町     | 昭和31年9月30日 相川町 | 相川町                       | 平成16年3月1日 佐渡市 | 佐渡市 |
| 雑 太 郡 | 下相川村      | 下相川村     | 下相川村             | 金泉村                     | 金泉村                       | 明治34年11月1日 相川町   | 相川町                      | 昭和29年3月31日 相川町     | 昭和31年9月30日 相川町 | 相川町                       | 平成16年3月1日 佐渡市 | 佐渡市 |
| 雑 太 郡 | 相川町        | 相川町       | 相川町               | 相川町                     | 相川町                       | 明治34年11月1日 相川町   | 相川町                      | 昭和29年3月31日 相川町     | 昭和31年9月30日 相川町 | 相川町                       | 平成16年3月1日 佐渡市 | 佐渡市 |
| 雑 太 郡 | 海士町        | 海士町       | 海士町               | 相川町                     | 相川町                       | 明治34年11月1日 相川町   | 相川町                      | 昭和29年3月31日 相川町     | 昭和31年9月30日 相川町 | 相川町                       | 平成16年3月1日 佐渡市 | 佐渡市 |
| 雑 太 郡 | 羽田村        | 羽田村       | 羽田村               | 相川町                     | 相川町                       | 明治34年11月1日 相川町   | 相川町                      | 昭和29年3月31日 相川町     | 昭和31年9月30日 相川町 | 相川町                       | 平成16年3月1日 佐渡市 | 佐渡市 |
| 雑 太 郡 | 下戸村        | 下戸村       | 下戸村               | 相川町                     | 相川町                       | 明治34年11月1日 相川町   | 相川町                      | 昭和29年3月31日 相川町     | 昭和31年9月30日 相川町 | 相川町                       | 平成16年3月1日 佐渡市 | 佐渡市 |
| 雑 太 郡 | 鹿伏村        | 鹿伏村       | 鹿伏村               | 二見村                     | 二見村                       | 明治34年11月1日 相川町   | 相川町                      | 昭和29年3月31日 相川町     | 昭和31年9月30日 相川町 | 相川町                       | 平成16年3月1日 佐渡市 | 佐渡市 |
| 雑 太 郡 | 大浦村        | 大浦村       | 大浦村               | 二見村                     | 二見村                       | 二見村                   | 二見村                      | 昭和29年3月31日 相川町     | 昭和31年9月30日 相川町 | 相川町                       | 平成16年3月1日 佐渡市 | 佐渡市 |
| 雑 太 郡 | 高瀬村        | 高瀬村       | 高瀬村               | 二見村                     | 二見村                       | 二見村                   | 二見村                      | 昭和29年3月31日 相川町     | 昭和31年9月30日 相川町 | 相川町                       | 平成16年3月1日 佐渡市 | 佐渡市 |
| 雑 太 郡 | 橘村          | 橘村         | 橘村                 | 二見村                     | 二見村                       | 二見村                   | 二見村                      | 昭和29年3月31日 相川町     | 昭和31年9月30日 相川町 | 相川町                       | 平成16年3月1日 佐渡市 | 佐渡市 |
| 雑 太 郡 | 稲鯨村        | 稲鯨村       | 稲鯨村               | 二見村                     | 二見村                       | 二見村                   | 二見村                      | 昭和29年3月31日 相川町     | 昭和31年9月30日 相川町 | 相川町                       | 平成16年3月1日 佐渡市 | 佐渡市 |
| 雑 太 郡 | 米郷村        | 米郷村       | 米郷村               | 二見村                     | 二見村                       | 二見村                   | 二見村                      | 昭和29年3月31日 相川町     | 昭和31年9月30日 相川町 | 相川町                       | 平成16年3月1日 佐渡市 | 佐渡市 |
| 雑 太 郡 | 二見村        | 二見村       | 二見村               | 二見村                     | 二見村                       | 二見村                   | 二見村                      | 昭和29年3月31日 相川町     | 昭和31年9月30日 相川町 | 相川町                       | 平成16年3月1日 佐渡市 | 佐渡市 |